# توني سنكلير
توني سنكلير (بالإنجليزية: Tony Sinclair)‏ (5 مارس 1985 في المملكة المتحدة - ) هو لاعب كرة قدم بريطاني في مركز الدفاع. لعب مع نادي غيلينغهام وميدستون يونايتد ولينكولن سيتي أف سي ونادي وكينغ وكارشالتون أثلتيك ونادي فيشر أثليتيك وبكنهام تاون ‏ وغرينتش بورو ‏ ودولويتش هاملت وويلينج يونايتد.

## وصلات خارجية
- توني سنكلير على موقع قاعدة بيانات كرة القدم.إي يو (الإنجليزية)
- توني سنكلير على موقع Soccerbase.com (لاعب) (الإنجليزية)